# Dasistoma macrophylla
Dasistoma macrophylla là loài thực vật có hoa thuộc họ Cỏ chổi. Loài này được (Nutt.) Raf. mô tả khoa học đầu tiên năm 1837.